# Бенч

Бенч і кліф.

Бенч (від англ. bench — «лавка»), також тераса підводна абразійна, платформа абразійна, платформа берегова — частина узбережжя, вирівняна дією хвиль (абразією) в корінних породах при коливаннях берегової лінії. Іноді покривається малопотужними пухкими осадами. Розширення бенчу при стабільному рівні моря відбувається до утворення профілю рівноваги — берегового підводного схилу. Розрізняють пасмовий бенч, що формується в дислокованих гірських породах різного складу, і ступінчастий бенч, що утворюється при горизонтальному або пологому заляганні пластів гірських пород та ін. Велика частина бенчу перебуває під рівнем моря, незначна за площею його частина — перед кліфом на березі й називається штранд (оголений бенч). Утворений уламковий матеріал перетирається і більша його частина зноситься до підніжжя підводного схилу, де виникає терасоподібний майданчик.